# Lion (Schiff, 1931)
Die Lion war ein Großzerstörer der Guépard-Klasse, der für die französische Marine gebaut wurde und 1931 in Dienst gestellt wurde. Bei der Besetzung Rest-Frankreichs durch deutsche Truppen versenkte die Besatzung das Schiff am 27. November 1942 in Toulon. 1943 stellte die italienische Regia Marina die gehobene Lion als FR 21 wieder in Dienst. Am 9. September 1943 versenkte die italienische Besatzung die Lion dann erneut in La Spezia.

## Maschinenanlage
Die Antriebsanlage der Lion bestand aus vier Penhoët-Kesseln und zwei Parsons-Turbinen. Diese trieben über zwei Antriebswellen die beiden  Schrauben an. Die Maschinen leisteten 73.738 WPS. Damit konnte eine Höchstgeschwindigkeit von 38,46 kn (etwa 71 km/h) mit einer Verdrängung von 2.600 ts erreicht werden.

## Bewaffnung
Die Hauptartillerie der Lion bestand aus fünf 13,86-cm-Geschützen L/40 des Modells 1923 in Einzelaufstellung. Diese Kanone konnte eine 40,4 Kilogramm schwere Granate über eine maximale Distanz von 19.000 m feuern. Als Flugabwehrbewaffnung verfügte der Zerstörer bei Indienststellung über vier 3,7-cm-Flugabwehrkanonen (L/60) des Modells 1925 in Einzelaufstellung. Diese befanden sich links und rechts neben dem achteren Schornstein. Als Torpedobewaffnung verfügte die Lion über sechs Torpedorohre in zwei Dreiergruppen für den Torpedo 23DT, Toulon.

## Einsätze und Verbleib
Am 14. Juni 1940 nahm die Lion am Vorstoß des III. Geschwaders der französischen Mittelmeerflotte unter Vizeadmiral Émile Duplat (1880–1945) mit vier Schweren Kreuzern (Flaggschiff Algerie) und elf Groß-Zerstörern (darunter die Schwesterschiffe Guépard, Valmy, Verdun und Vauban) gegen die ligurische Küste bei Genua teil. Nach der Niederlage Frankreichs verblieb die Lion im Dienst der Marine des Vichy-Regimes. Bei der Besetzung Restfrankreichs durch das Dritte Reich versenkte die Besatzung das Schiff am 27. November 1942 in Toulon.
Italien hob das Schiff 1943 und stellte es für die Regia Marina als FR 21 wieder in Dienst. Nach der Kapitulation Italiens versenkte die italienische Besatzung die FR 21 am 9. September 1943 im Hafen von La Spezia. Dort wurde das Wrack abgebrochen.